# Haematomma parda
Haematomma parda är en lavart som beskrevs av Aptroot. Haematomma parda ingår i släktet Haematomma och familjen Haematommataceae.   Inga underarter finns listade i Catalogue of Life.